# Chester A. Chesney
Chester Anton „Chet“ Chesney (* 9. März 1916 in Chicago, Illinois; † 20. September 1986 in Marco Island, Florida) war ein US-amerikanischer Politiker. Zwischen 1949 und 1951 vertrat er den Bundesstaat Illinois im US-Repräsentantenhaus.

## Werdegang
Chester Chesney besuchte die St. Hyacinth and Lane Technical High School und studierte danach bis 1938 an der DePaul University in Chicago. In den Jahren 1939 und 1940 war er professioneller Footballspieler bei den Chicago Bears, mit denen er 1940 die NFL-Meisterschaft errang. Während des Zweiten Weltkrieges diente er ab 1941 im Fliegerkorps der US Army. Dabei war er sowohl im pazifischen Raum als auch in Europa eingesetzt. Bei seinem Ausscheiden aus dem Militärdienst hatte er es bis zum Major gebracht. In den Jahren 1946 und 1947 arbeitete Chesney für die Veteranenbehörde in Hines. Gleichzeitig belegte er an der Northwestern University einen Kurs in Handelslehre. In den Jahren 1948 und 1949 war er für die Firma Montgomery, Ward & Co tätig. Politisch wurde er Mitglied der Demokratischen Partei.
Bei den Kongresswahlen des Jahres 1948 wurde Chesney im elften Wahlbezirk von Illinois in das US-Repräsentantenhaus in Washington, D.C. gewählt, wo er am 3. Januar 1949 die Nachfolge des Republikaners Chauncey W. Reed antrat. Da er im Jahr 1950 nicht bestätigt wurde, konnte er bis zum 3. Januar 1951 nur eine Legislaturperiode im Kongress absolvieren. Diese war von den Ereignissen des Kalten Krieges geprägt.
Im August 1968 nahm Chesney als Delegierter an der Democratic National Convention in Chicago teil. Er war auch Vizepräsident und einer der Direktoren der Avondale Savings & Loan Association. Chester Chesney starb am 20. September 1986 in Marco Island, wo er seinen Lebensabend verbracht hatte.